# Jewel Taylor
Jewel Cianeh Howard Taylor (sinh ngày 17 tháng 1 năm 1963) là một chính trị gia Liberia và là Phó Tổng thống đương nhiệm của Liberia. Bà đã kết hôn với tội phạm chiến tranh và cựu tổng thống Charles Taylor (người mà bà kết hôn năm 1997, nhưng sau đó đã ly dị vào năm 2006) và là Đệ nhất phu nhân Liberia trong nhiệm kỳ tổng thống của ông. Năm 2005, Jewel Taylor được bầu vào Thượng viện Liberia tại quận Bong với tư cách là thành viên của Đảng Yêu nước Quốc gia. Bà là Chủ tịch Ủy ban Phúc lợi Xã hội và Sức khỏe Thượng viện về Giới, Phụ nữ và Trẻ em.
Trong khi chồng là chủ tịch, Taylor giữ một số chức vụ chính thức trong chính phủ Liberia, bao gồm Phó Thống đốc Ngân hàng Quốc gia Liberia (tiền thân của Ngân hàng Trung ương Liberia hiện tại), Chủ tịch Ngân hàng Hợp tác và Phát triển Nông nghiệp (ACDB) và Bảo lãnh tài chính thế chấp của Ngân hàng Quốc gia Liên minh đầu tiên. Ngoài ra, bà tập trung vào các dự án giáo dục, y tế và xã hội.
Taylor có bằng tốt nghiệp về ngân hàng và hai bằng cử nhân về ngân hàng và kinh tế. Bà hiện đang theo học chương trình MBA tại Đại học Cuttington ở Liberia. Vào ngày 21 tháng 12 năm 2011, bà tốt nghiệp Trường Luật Louise Arthur Grimes thuộc Đại học Liberia.   Hai ngày sau, một cuộc tranh cãi công khai nảy sinh ở quận Bông liên quan đến danh dự được cho là của bà; bà được tuyên bố là người giữ danh hiệu mới "Madam Suakoko", một danh hiệu danh dự của quận Bong tưởng niệm tên của quận Suakoko, nhưng các thành viên của nhóm được cho là đã trao danh hiệu cho bà đã sớm từ chối nhận giải thưởng đã được đưa ra bởi nhóm của họ, nói rằng cuộc họp mà bà được trao danh hiệu thực sự là một cuộc họp để giúp cư dân quận vượt qua sự khác biệt chính trị.
Vào tháng 2 năm 2012, Taylor đã cố gắng đưa luật pháp vào quốc hội Liberia, điều này sẽ khiến hoạt động đồng tính luyến ái trở thành trọng tội cấp một mang án tử hình là hình phạt tối đa. Đạo luật không được thông qua sau khi Tổng thống Ellen Johnson Sirleaf nói rõ rằng bà sẽ không ký bất kỳ dự luật nào như vậy.